# جامع الأمير شكيب أرسلان
جامع الأمير شكيب أرسلان أو مسجد الأمير شكيب أرسلان الجامع الرئيسي للموحدين في لبنان، يقع في بلدة المختارة، معقل الموحدين في جبل لبنان، وجاء بناؤه وفقًا لوليد جنبلاط، بسبب أمرين: «التأكيد على العلاقات بين المذهب الدرزي وباقي مذاهب الإسلام، وكذلك تعزيز التسامح الديني».